# Encarnación Moya
María Encarnación Moya Nieto, née le 29 novembre 1954, est une femme politique espagnole membre du Parti socialiste ouvrier espagnol (PSOE).

## Biographie

### Vie privée
Elle est veuve et mère d'un fils.

### Carrière politique
Elle est élue députée à l'Assemblée de Madrid en 1999 et maire de Chinchón de 2003 à 2007.
Le 9 juillet 2015, elle est désignée sénatrice par l'Assemblée de Madrid en représentation de la communauté de Madrid.